# كيري ميرفي
كيري ميرفي (بالإنجليزية: Kerry Murphy)‏ هو لاعب كرة قدم أمريكية أمريكي، ولد في 23 يوليو 1988 في هوفر في الولايات المتحدة.